# 広沢弁二
廣澤 辨二（ひろさわ べんじ、1862年7月15日（文久2年6月19日） - 1928年（昭和3年）8月8日）は、日本の牧場主、農商務官僚、政治家である。 衆議院議員一期、東京獣医学校校長。

## 生涯

### 生い立ち
会津藩藩士廣澤安連の次男として若松に生まれ、藩の京都守護職時代に公用方を務めた廣澤安任の養嗣子となった。安任は廣澤の叔父にあたり、戊辰戦争後に斗南藩領となった三沢で西洋式牧畜（開牧社）を開始する。廣澤は牧場で働くイギリス人から英語を、養父から漢籍を学び、上京後駒場農学校に入学。1885年（明治18年）に獣医科を次席で卒業した。

### 官僚、政治家
三沢に戻った廣澤は養父から経営を引き継ぐが、1888年（明治21年）には私費で渡米している。この渡米には当時の日本の馬生産が不振であったこと、南部の畜産関係者の依頼があったことが背景にあった。廣澤は種牡馬、種牡牛、種牡豚を購入して日本へ戻り、畜産業の改良に取り組んだ。
1896年（明治29年）に馬匹調査会が発足すると委員に、翌々年には牧馬監督官に就任し、高等官に任ぜられた。こうして廣澤は一牧場主から農商務官僚として日本の畜産、牧畜政策に関わることとなる。同年に農務局が発足するとその牧馬課長に就任し日本の馬政政策の一端を担った。廣澤は1911年（明治44年）までの間、日露戦争中に設けられた臨時馬制調査委員会の委員、馬政局馬政官、第一部牧馬課長を、馬政局の管轄が陸軍省に移ってからは第三課長を歴任し、二度にわたる欧米視察を行っている。同年の第11回衆議院議員総選挙では、青森県郡部から当選を果たした。所属政党は立憲政友会である。廣澤は競馬法の必要性を唱えており、その成立に動いたが実現していない。（旧）競馬法の成立は1923年（大正12年）まで待つこととなった。在任中の1913年（大正2年）には東京獣医学校校長に就任している。
1915年（大正4年）に馬政事務嘱託として官途に復帰し、退官は1921年（大正10年）であった。この間、高等官三等（馬政局技師）に進み、退官にあたっては勅任官待遇を受ける身となった。以降は帝国競馬協会評議員などを務め、その死に際しては勲等を進められ、勲三等瑞宝章を授与されている。 会津会会員、東京競馬倶楽部名誉会員。
廣澤の後継者である長男の春彦は、日本軽種馬協会の初代会長を務めた。廣澤牧場は昭和末期まで存続し、跡地には斗南藩記念観光村が設けられている。

### 他の役職
- 大日本農会評議委員[7]
- 帝国馬匹協会常務理事[7]
- 産馬同好会理事[11]
- 雑誌日本産馬主幹[11]
- 大日本産馬会常務理事[7]
- 中央獣医会評議員[7]
- 青森県三本木国営開墾期成同盟会会長[7]など

## 栄典
- 1910年（明治43年）8月10日 - 正五位[12]

## 廣澤牧場
養父が創始した廣澤牧場は廣澤の代でさらに規模を拡大した。廣澤牧場の功績について政府が作成した廣澤の功績調書には以下のように記述されている。
馬以外では政府の委託で緬羊を生産し、各地に払下げも行っている。廣澤没時には、耕地整理を扱う地所部、五百町歩の規模を有す林業部なども組織されていた。牧畜部が有していた家畜は以下のとおりである。
1. サラブレッド、アングロアラブ、アングロノルマン 等の系統にある蕃殖牝馬61頭、種牡馬4頭、その他73頭
2. 種牡牛1頭、蕃殖牝牛33頭、その他60頭
3. 豚2頭、羊10頭、鶏100羽、その他七面鳥、兎、鶉